# IWGPジュニアタッグ王座
IWGPジュニアタッグ王座（IWGPジュニアタッグおうざ）は、新日本プロレスが管理、認定している王座。

## 概要
新日本プロレスのジュニア戦線は、藤波辰巳とタイガーマスク（初代）の活躍以降、TOP OF THE SUPER Jr.（1988年 - ）、BEST OF THE SUPER Jr.（1994年 - ）と充実していたもののシングル戦がメインで、格下扱いされていたジュニアのタッグマッチがメインの扱いをされることはなかった。
しかし、1994年4月16日に他団体の選手も参加して両国国技館で開催されたSUPER J CUP 1st. STAGEの成功で、ヘビー級にはない「空中戦」やスピーディな試合展開で新日本プロレスにおけるジュニアヘビー級再評価の機運が高まった。「ワールドプロレスリング」でもヘビー級と同等に放送されるようになり、1998年にIWGPジュニアタッグ王座を設立。

## 歴代王者
| 歴代   | チャンピオン           | チャンピオン            | 戴冠回数 | 防衛回数 | 日付           | 場所                         |
| ------ | ---------------------- | ----------------------- | -------- | -------- | -------------- | ---------------------------- |
| 初代   | 大谷晋二郎             | 高岩竜一                | 1        | 2        | 1998年8月8日   | 大阪ドーム                   |
| 第2代  | ケンドー・カシン       | ドクトル・ワグナーJr.   | 1        | 2        | 1999年1月4日   | 東京ドーム                   |
| 第3代  | 獣神サンダー・ライガー | ザ・グレート・サスケ    | 1        | 0        | 1999年4月10日  | 東京ドーム                   |
| 第4代  | 大谷晋二郎             | 高岩竜一                | 2        | 4        | 1999年7月13日  | 岩手県営体育館               |
| 第5代  | 金本浩二               | 田中稔                  | 1        | 3        | 2000年6月25日  | 後楽園ホール                 |
| 第6代  | 獣神サンダー・ライガー | エル・サムライ          | 1        | 1        | 2001年3月6日   | 大田区体育館                 |
| 第7代  | 邪道                   | 外道                    | 1        | 6        | 2001年7月20日  | 札幌ドーム                   |
| 第8代  | 田中稔                 | 獣神サンダー・ライガー  | 1        | 1        | 2002年5月2日   | 東京ドーム                   |
| 第9代  | 金丸義信               | 菊地毅                  | 1        | 4        | 2002年8月29日  | 日本武道館                   |
| 第10代 | 獣神サンダー・ライガー | 金本浩二                | 1        | 6        | 2003年1月26日  | ワールド記念ホール           |
| 第11代 | 邪道                   | 外道                    | 2        | 2        | 2003年11月29日 | 宮城県スポーツセンター       |
| 第12代 | カレーマン             | アメリカン・ドラゴン    | 1        | 1        | 2004年3月12日  | 国立代々木競技場・第2体育館  |
| 第13代 | 邪道                   | 外道                    | 3        | 5        | 2004年6月5日   | 大阪府立体育会館             |
| 第14代 | 金本浩二               | 井上亘                  | 1        | 2        | 2005年3月4日   | 後楽園ホール                 |
| 第15代 | 稔                     | 後藤洋央紀              | 1        | 3        | 2005年5月14日  | 東京ドーム                   |
| 第16代 | エル・サムライ         | 田口隆祐                | 1        | 2        | 2006年2月19日  | 両国国技館                   |
| 第17代 | 邪道                   | 外道                    | 4        | 2        | 2006年7月8日   | ツインメッセ静岡             |
| 第18代 | ディック東郷           | TAKAみちのく            | 1        | 3        | 2007年5月2日   | 後楽園ホール                 |
| 第19代 | 稔                     | プリンス・デヴィット    | 1        | 0        | 2008年1月27日  | 後楽園ホール                 |
| 第20代 | 獣神サンダー・ライガー | AKIRA                   | 1        | 1        | 2008年2月17日  | 両国国技館                   |
| 第21代 | 稔                     | プリンス・デヴィット    | 2        | 1        | 2008年7月21日  | 月寒アルファコートドーム     |
| 第22代 | 裕次郎                 | 内藤哲也                | 1        | 1        | 2008年10月13日 | 両国国技館                   |
| 第23代 | アレックス・シェリー   | クリス・セイビン        | 1        | 3        | 2009年1月4日   | 東京ドーム                   |
| 第24代 | 田口隆祐               | プリンス・デヴィット    | 1        | 5        | 2009年7月5日   | 後楽園ホール                 |
| 第25代 | 金本浩二               | エル・サムライ          | 1        | 0        | 2010年5月8日   | JCBホール                    |
| 第26代 | 田口隆祐               | プリンス・デヴィット    | 2        | 1        | 2010年7月19日  | 北翔クロテック月寒ドーム     |
| 第27代 | 飯伏幸太               | ケニー・オメガ          | 1        | 2        | 2010年10月11日 | 両国国技館                   |
| 第28代 | 田口隆祐               | プリンス・デヴィット    | 3        | 7        | 2011年1月23日  | 後楽園ホール                 |
| 第29代 | デイビー・リチャーズ   | ロッキー・ロメロ        | 1        | 1        | 2011年10月10日 | 両国国技館                   |
| 第30代 | 田口隆祐               | プリンス・デヴィット    | 4        | 0        | 2012年1月4日   | 東京ドーム                   |
| 第31代 | デイビー・リチャーズ   | ロッキー・ロメロ        | 2        | 0        | 2012年2月12日  | 大阪府立体育会館             |
| 第32代 | 獣神サンダー・ライガー | タイガーマスク（4代目） | 1        | 0        | 2012年6月16日  | 大阪府立体育会館             |
| 第33代 | ロッキー・ロメロ       | アレックス・コズロフ    | 1        | 2        | 2012年7月22日  | 山形市総合スポーツセンター   |
| 第34代 | KUSHIDA                | アレックス・シェリー    | 1        | 3        | 2012年11月11日 | 大阪府立体育会館             |
| 第35代 | ロッキー・ロメロ       | アレックス・コズロフ    | 2        | 3        | 2013年5月3日   | 福岡国際センター             |
| 第36代 | TAKAみちのく           | タイチ                  | 1        | 1        | 2013年10月14日 | 両国国技館                   |
| 第37代 | マット・ジャクソン     | ニック・ジャクソン      | 1        | 5        | 2013年11月9日  | 大阪府立体育会館             |
| 第38代 | KUSHIDA                | アレックス・シェリー    | 2        | 3        | 2014年6月21日  | 大阪府立体育会館             |
| 第39代 | カイル・オライリー     | ボビー・フィッシュ      | 1        | 1        | 2014年11月8日  | 大阪府立体育会館             |
| 第40代 | マット・ジャクソン     | ニック・ジャクソン      | 2        | 0        | 2015年2月11日  | 大阪府立体育会館             |
| 第41代 | ロッキー・ロメロ       | バレッタ                | 1        | 0        | 2015年4月5日   | 両国国技館                   |
| 第42代 | マット・ジャクソン     | ニック・ジャクソン      | 3        | 1        | 2015年5月3日   | 福岡国際センター             |
| 第43代 | カイル・オライリー     | ボビー・フィッシュ      | 2        | 2        | 2015年8月16日  | 両国国技館                   |
| 第44代 | マット・ジャクソン     | ニック・ジャクソン      | 4        | 0        | 2016年1月4日   | 東京ドーム                   |
| 第45代 | リコシェ               | マット・サイダル        | 1        | 0        | 2016年2月11日  | 大阪府立体育会館             |
| 第46代 | ロッキー・ロメロ       | バレッタ                | 2        | 0        | 2016年4月10日  | 両国国技館                   |
| 第47代 | リコシェ               | マット・サイダル        | 2        | 0        | 2016年5月3日   | 福岡国際センター             |
| 第48代 | マット・ジャクソン     | ニック・ジャクソン      | 5        | 2        | 2016年6月19日  | 大阪城ホール                 |
| 第49代 | ロッキー・ロメロ       | バレッタ                | 3        | 1        | 2017年1月4日   | 東京ドーム                   |
| 第50代 | 金丸義信               | タイチ                  | 1        | 1        | 2017年3月6日   | 大田区総合体育館             |
| 第51代 | ロッキー・ロメロ       | バレッタ                | 4        | 0        | 2017年4月27日  | 広島グリーンアリーナ小ホール |
| 第52代 | マット・ジャクソン     | ニック・ジャクソン      | 6        | 1        | 2017年6月11日  | 大阪城ホール                 |
| 第53代 | 田口隆祐               | リコシェ                | 1        | 1        | 2017年8月13日  | 両国国技館                   |
| 第54代 | YOH                    | SHO                     | 1        | 0        | 2017年10月9日  | 両国国技館                   |
| 第55代 | マット・ジャクソン     | ニック・ジャクソン      | 7        | 0        | 2018年1月4日   | 東京ドーム                   |
| 第56代 | YOH                    | SHO                     | 2        | 0        | 2018年1月28日  | 北海きたえーる               |
| 第57代 | 金丸義信               | エル・デスペラード      | 1        | 4        | 2018年3月6日   | 大田区総合体育館             |
| 第58代 | BUSHI                  | 鷹木信悟                | 1        | 1        | 2019年1月4日   | 東京ドーム                   |
| 第59代 | SHO                    | YOH                     | 3        | 1        | 2019年3月6日   | 大田区総合体育館             |
| 第60代 | 石森太二               | エル・ファンタズモ      | 1        | 1        | 2019年6月16日  | 後楽園ホール                 |
| 第61代 | SHO                    | YOH                     | 4        | 2        | 2020年1月5日   | 東京ドーム                   |
| 第62代 | エル・デスペラード     | 金丸義信                | 2        | 2        | 2020年9月11日  | 後楽園ホール                 |
| 第63代 | 石森太二               | エル・ファンタズモ      | 2        | 0        | 2021年1月23日  | 大田区総合体育館             |
| 第64代 | エル・デスペラード     | 金丸義信                | 3        | 0        | 2021年2月25日  | 後楽園ホール                 |
| 第65代 | SHO                    | YOH                     | 5        | 1        | 2021年4月4日   | 両国国技館                   |
| 第66代 | 石森太二               | エル・ファンタズモ      | 3        | 1        | 2021年6月23日  | 後楽園ホール                 |
| 第67代 | エル・デスペラード     | 金丸義信                | 4        | 0        | 2021年9月5日   | メットライフドーム           |
| 第68代 | ロビー・イーグルス     | タイガーマスク（4代目） | 1        | 1        | 2021年10月26日 | 後楽園ホール                 |
| 第69代 | 田口隆祐               | マスター・ワト          | 1        | 2        | 2022年2月19日  | 北海きたえーる               |
| 第70代 | TJP                    | フランシスコ・アキラ    | 1        | 4        | 2022年6月20日  | 後楽園ホール                 |
| 第71代 | KUSHIDA                | ケビン・ナイト          | 1        | 0        | 2023年4月27日  | 広島サンプラザ               |
| 第72代 | TJP                    | フランシスコ・アキラ    | 2        | 0        | 2023年6月4日   | 大阪城ホール                 |
| 第73代 | ドリラ・モロニー       | クラーク・コナーズ      | 1        | 3        | 2023年7月4日   | 後楽園ホール                 |
| 第74代 | TJP                    | フランシスコ・アキラ    | 3        | 0        | 2024年1月4日   | 東京ドーム                   |
| 第75代 | ドリラ・モロニー       | クラーク・コナーズ      | 2        | 3        | 2024年2月4日   | 後楽園ホール                 |
| 第76代 | KUSHIDA                | ケビン・ナイト          | 2        | 1        | 2024年10月14日 | 両国国技館                   |
| 第77代 | ロビー・イーグルス     | 藤田晃生                | 1        | 2        | 2025年1月4日   | 東京ドーム                   |
| 第78代 | YOH                    | マスター・ワト          | 1        | 0        | 2025年4月29日  | SAGAアリーナ                 |
| 第79代 | SHO                    | DOUKI                   | 1        | 1        | 2025年6月15日  | 大阪城ホール                 |

## 主な記録
- 最多戴冠者：8回 - ロッキー・ロメロ（第29・31・33・35・41・46・49・51代）
- 最多戴冠回数：7回 - マット・ジャクソン&ニック・ジャクソン（第37・40・42・44・48・52・55代）
- 最多連続防衛：7回 - 田口隆祐&プリンス・デヴィット（第28代）
- 最多通算防衛：15回 - 邪道&外道
- 最多通算防衛：17回 - 田口隆祐

## チャンピオンベルトのデザイン
2010年5月8日のスーパーJタッグのチャンピオンから2代目ベルトに新調された。初代ベルトのプレートは金色だったが2代目は銀色である。